# Mörttjärnen (Ljusnarsbergs socken, Västmanland, 663464-144773)
Mörttjärnen är en sjö i Ljusnarsbergs kommun i Västmanland och ingår i Norrströms huvudavrinningsområde.